# Andenes

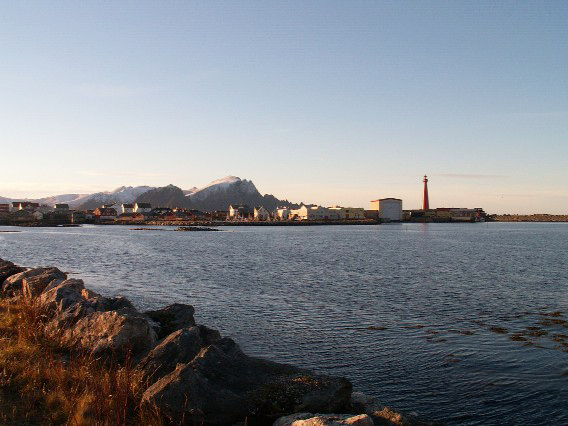
Andenes haven

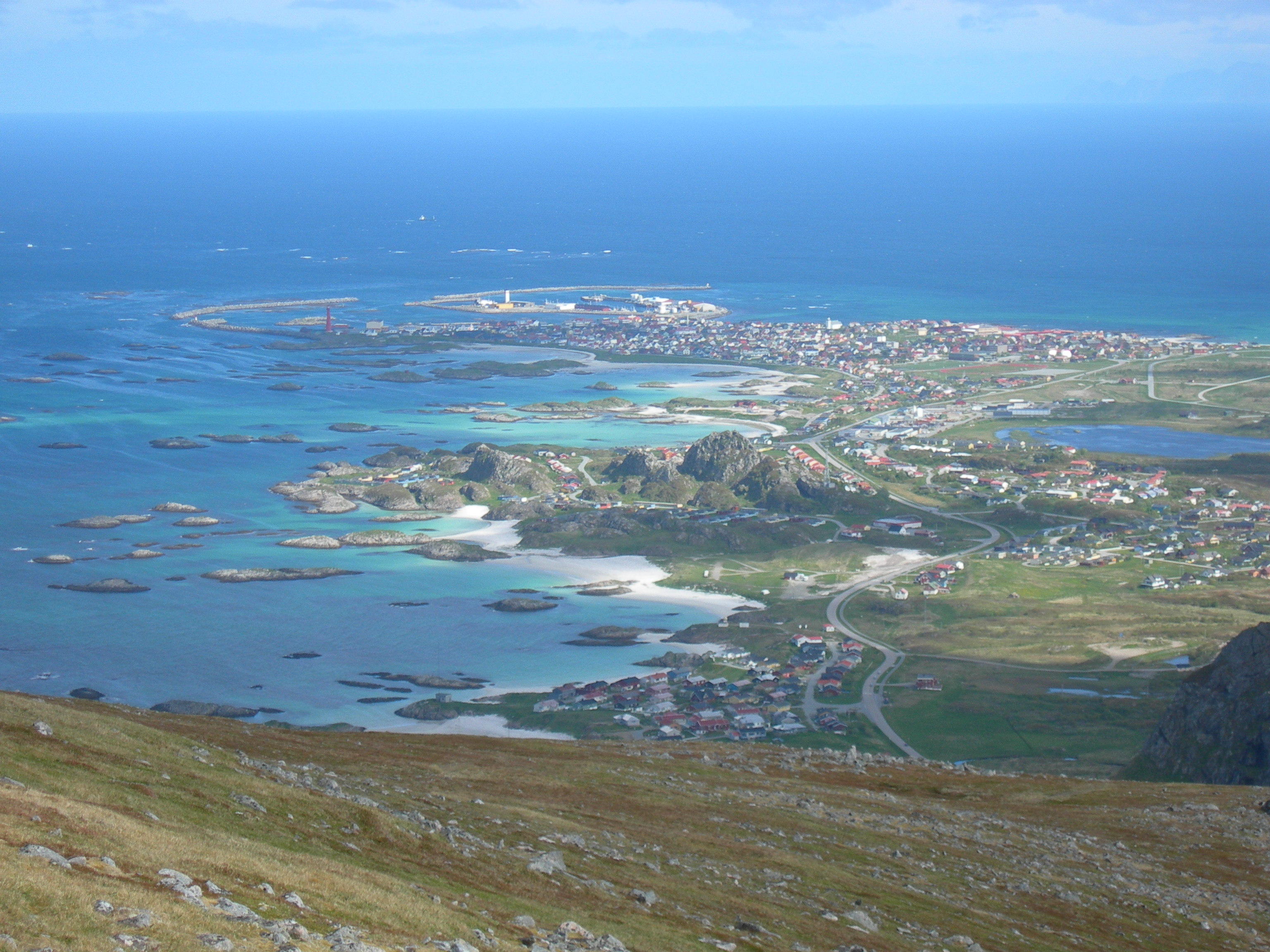
Andenes gezien vanaf Mount Røyken

Andenes is een plaats en voormalige gemeente in het district Vesterålen in de provincie Nordland in Noorwegen. Het ligt 300 km ten noorden van de poolcirkel en de middernachtzon is zichtbaar van 19 mei tot 25 juli. De zon is onder de horizon van 25 november tot 28 januari.
Andenes is afgescheiden van Dverberg op 1 januari 1924. Het is gefuseerd met Dverberg en Bjørnskinn tot de nieuwe gemeente Andøy op 1 januari 1964.
Andenes is de meest noordelijke plaats van het eiland Andøya en de provincie Nordland. Ten oosten is het eiland Senja, en in het westen de Noord-Atlantische Oceaan. Andøy noemt zich ook Nordlyskommunen, ofwel de gemeente van het noorderlicht (Aurora Borealis).

## Geschiedenis
De oude Noorse vorm van de naam was Andarnes. Oorspronkelijk afgeleid uit Amdarnes van Ömd (de oude naam van het eiland Andøya), nes is 'voorgebergte'. Andenes was al een belangrijk vissersdorp tijdens de IJzertijd. Begin 20e eeuw was het een van de grootste vissershavens in Noorwegen.
In Andenes zetelt de burgemeester van Andøy en het fungeert als gemeentelijke centrum. In de vroege jaren 1980 was de bevolking circa 3770, waardoor het de grootste stad was in Vesterålen. De inkrimping van het Andøya Air Station en de afnemende bevolking in Noorwegen heeft geleid tot een dramatische daling van de inwoners in de afgelopen 20 jaar.

## Air Station
De bouw van Andøya Air Station werd in 1952 in opdracht gegeven (en voor een groot deel gefinancierd) door de NAVO. Het is gelegen tussen Haugnes en Andenes. Een Dakota DC-3 van de Koninklijke Noorse luchtmacht (RNoAF) maakte de eerste landing op 17 september 1954. Het luchtstation was echter niet volledig operationeel tot 15 september 1957.
In 1961 werd het 333 Squadron verplaatst van Sola Air Station naar Andøya met hun Grumman HU-16 Albatross. Deze werden in 1969 vervangen door de Lockheed P-3 Orion. In 1989 werd de Lockheed P-3C Orion vervangen de P-3Bs. Twee van de nieuwste P-3Bs werden omgezet naar P-3Ns en vliegen missies voor de Noorse kustwacht. Naast de visserij is het Andøya Air Station de grootste werkgever in Andøy sinds de jaren 1970.
De landingsbanen van Andøya Air Station worden gedeeld met de civiele Luchthaven Andøya Andenes.

## Walviscentrum
In Andenes is een walviscentrum. Van hieruit worden vooral tussen mei en september walvissafari's gehouden. Andenes ligt immers dicht bij een plek waar het Continentaal plat overgaat in de oceaan en de stromingen die hierbij ontstaan zijn erg voedselrijk, waardoor ze vaak walvissen aantrekken. Tijdens de walvissafari's is er bijna 100% zekerheid dat er Potvissen gezien worden. Tot de andere frequent waargenomen soorten behoren de Dwergvinvissen, Bultruggen, Bruinvissen en Grienden. Orka's komen voor afhankelijk van het seizoen.

## Media, cultuur en amusement
De lokale krant heeft de naam "Andøyposten".
In Andenes wordt jaarlijkse het "Rock mot Rus" (Rock tegen drugs) festival gehouden voor jongeren met hun eigen rockmuziek.

## Bekende mensen
- Nils Egil Aaness (1936-2024), langebaanschaatser
- Kristian & Roger Adolfsen, eigenaren van de Norlandia Hotels
- Tom Stenvoll (1978), voetballer voor Stabæk
- David Pedersen (1986), zanger bekend van de tv-show Idols